# Reconexão magnética

Reconexão magnética em quatro domínios magnéticos.

Reconexão magnética é o processo onde linhas de campo magnético de diferentes domínios magnéticos são divididas entre si, mudando o padrão de conectividade em relação às suas fontes.